# Суйфыньхэ
Суйфэньхэ́, Суйфыньхэ, Пограничная (кит. упр. 绥芬河市, пиньинь Suifēnhé shì, палл. Суйфэньхэ ши) — городской уезд городского округа Муданьцзян провинции Хэйлунцзян (КНР). Власти уезда размещаются в посёлке Суйфэньхэ.

## Этимология
Город получил своё название по одноимённой реке (в границах России — Раздольная, до 1972 года — Суйфун).

## История
Развитие Суйфыньхэ началось в начале XX века, когда в связи со строительством Китайско-Восточной железной дороги здесь в 1903 году возникла «5-я станция». После Синьхайской революции в 1913 году здесь был образован уезд Дуннин (东宁县) провинции Гирин. В 1926 году был официально основан город Суйфыньхэ.

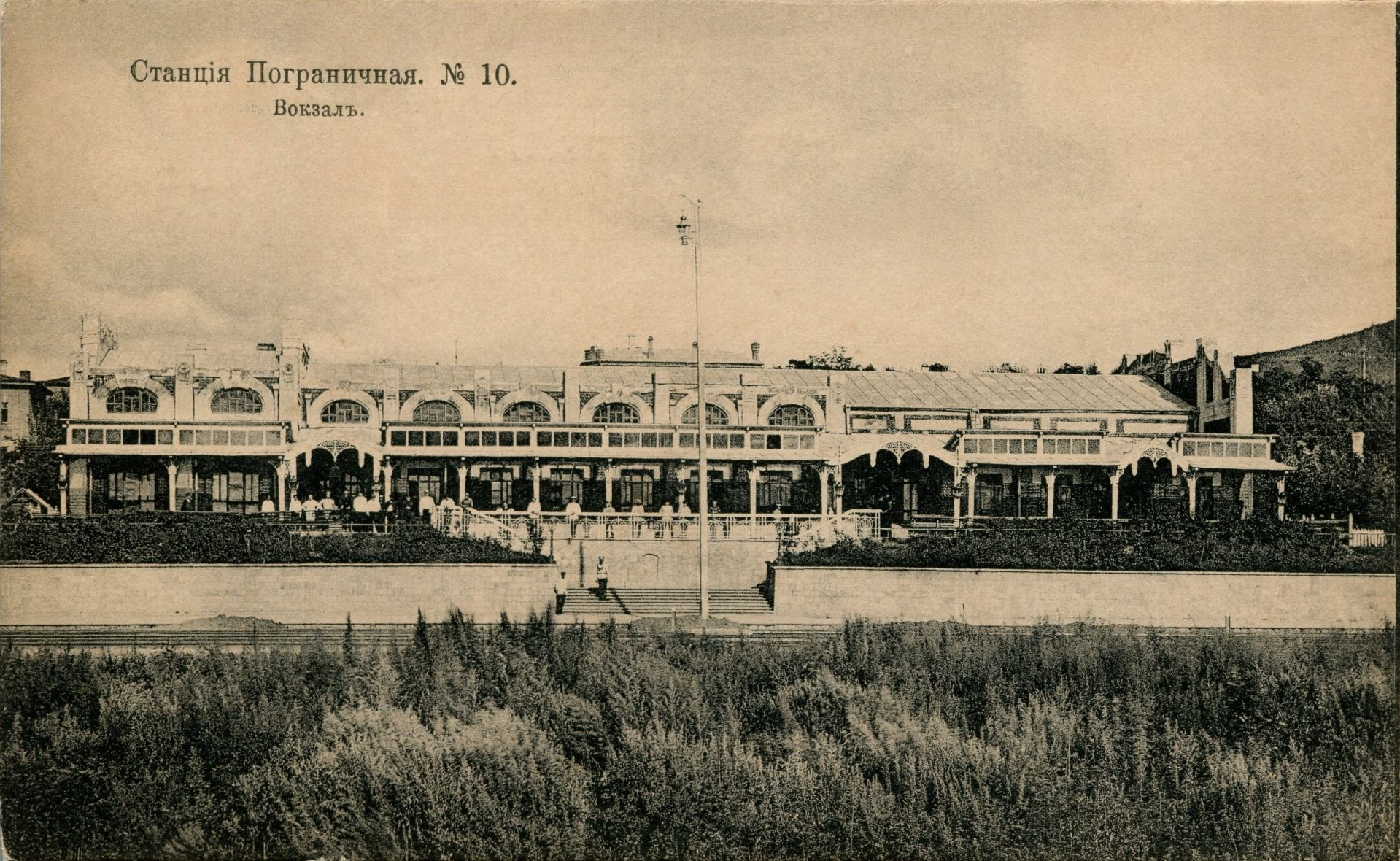
Станция Пограничная в 1915 году

В 1931 году Маньчжурия была оккупирована японскими войсками, а в 1932 году было образовано марионеточное государство Маньчжоу-го. 1 июня 1939 года властями Маньчжоу-го из уезда Дуннин был выделен уезд Суйян (绥阳县). В 1945 году Суйфыньхэ и прилежащий пограничный район были ареной кровопролитных боёв Красной Армии с Квантунской армией за освобождение Маньчжурии от японской оккупации.
После Второй мировой войны в 1948 году уезд Суйян был присоединён к уезду Дуннин. В 1958 году структуры административного деления были расформированы, а вместо них были созданы «народные коммуны». В 1968 году был создан район Суйфыньхэ (绥芬河区) округа Муданьцзян (牡丹江地区). В 1973 году район Суйфэньхэ был расформирован, а вместо него создан посёлок Суйфыньхэ уезда Дуннин. 15 августа 1975 года постановлением Госсовета КНР посёлок Суйфыньхэ был выделен из состава Дуннина и преобразован в отдельный городской уезд. В 1983 году округ Муданьцзян был расформирован, и городской уезд Суйфыньхэ вошёл в состав городского округа Муданьцзян.
В 2011 году в порядке эксперимента городской уезд Суйфыньхэ получил особый статус внутри провинции Хэйлунцзян: за структурами городского округа в отношении Суйфыньхэ были оставлены лишь административные функции, а в остальном Суйфыньхэ стал подчиняться напрямую правительству провинции.

## Население
В городском уезде проживает более 60 000 человек (ещё более 100 тыс. приезжих).
Этнический состав: ханьцы (составляют большинство), корейцы, хуэй, маньчжуры и другие.

## Административно-территориальное деление
Городской уезд Суйфыньхэ состоит из двух посёлков: 
| № | Название  | Название (кит.) | Статус  | Население чел. (2010) | На карте                         |
| - | --------- | --------------- | ------- | --------------------- | -------------------------------- |
| 1 | Суйфэньхэ | 绥芬河镇        | поселок | 98.561                | 44°23′50″ с. ш. 131°08′40″ в. д. |
| 2 | Фунин     | 阜宁镇          | поселок | 33.754                | 44°23′48″ с. ш. 131°07′56″ в. д. |

## Экономика
В качестве эксперимента, на основании решения Госсовета КНР, Суйфэньхэ стала первой в КНР площадкой реализации свободного хождения иностранной валюты наравне с национальной, что позволило беспрепятственно осуществлять хранение денежных средств и снятие их со счета, оплату услуг и товаров в российских рублях.

### Зоны экономического развития
В настоящее время созданы три зоны:
1. свободная таможенная зона (1.8 км²), состоящая из двух частей — логистическая и производственная, где установлен специальный (льготный) режим налогообложения;
2. зона приграничного технико-экономического сотрудничества (5 км²);

### Торговля с Россией

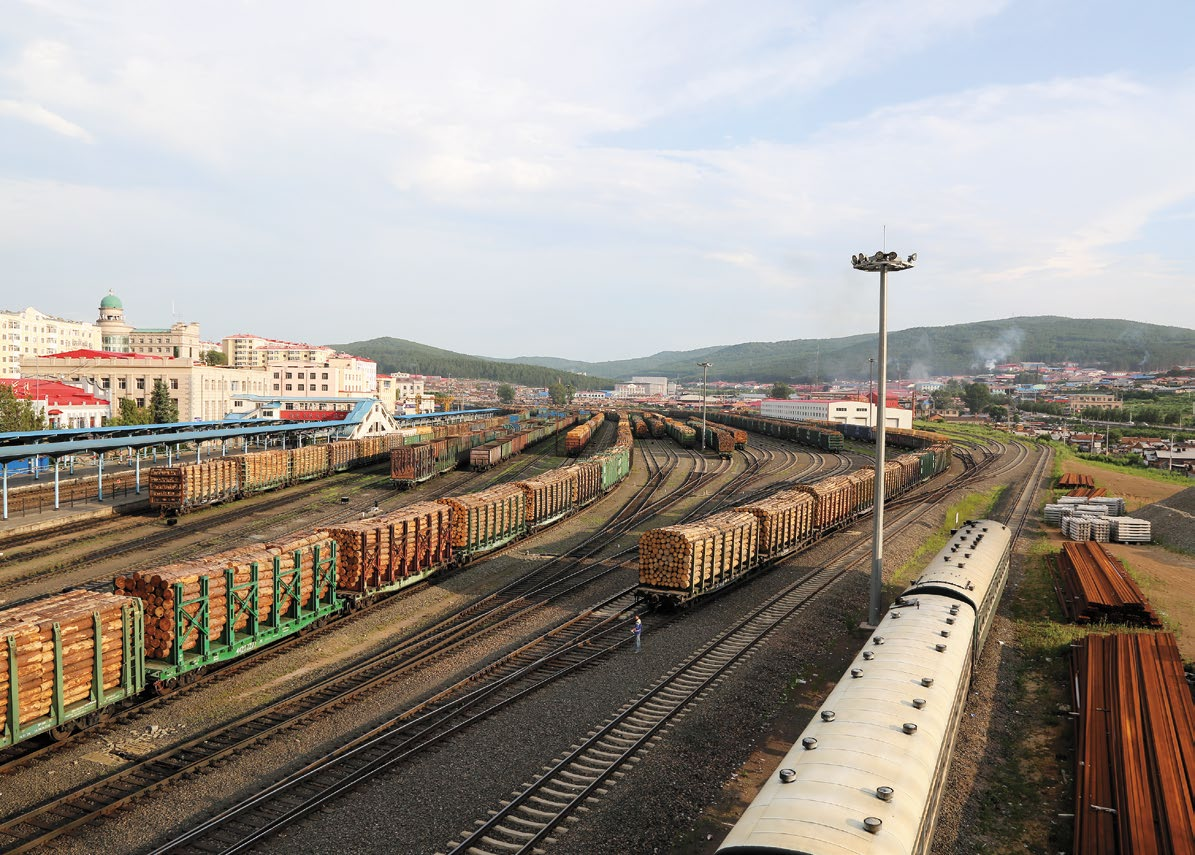
Суйхэньфэ является крупнейшим сухопутным торговым портом провинции Хэйлунцзян

Суйфыньхэ является самым крупным переходом между Россией и Китаем в провинции Хэйлунцзян. Среди основных переходов Хэйлунцзян, Суйфыньхэ обладает абсолютным преимуществом по объёму экспорта и импорта. Доля торговли с Россией на переходе Суйфыньхэ составляет почти четверть от объёма торговли всей провинции Хэйлунцзян. У российских челноков посёлок получил ироничное название «Сунька».

#### История развития торговли
- 1899 год — образован переход Суйфыньхэ.
- Июль 1903 года — открылось прямое сообщение Суйфыньхэ — Маньчжурия.
- 1992 год — официально признан КНР как первый открытый пограничный город.
- Январь 1994 года — получен статус Международного двустороннего грузопассажирского перехода.
- Июнь 1999 года — подписано соглашение между правительствами России и КНР о создании торгового комплекса Суйфыньхэ — Пограничный.
- 16 января 2000 года — официальное открытие автомобильного перехода.
- 2001 год — Суйфэньхэ утвержден Государственным управлением лесного хозяйства, Министерством внешней торговли и экономического сотрудничества КНР, Главным таможенным управлением как единственный пограничный переход в провинции Хэйлунцзян, предназначенный для импорта круглого леса, его обработки и экспорта пиломатериалов.
- Декабрь 2013 года — по решению Государственного Совета КНР стал первым в Китае городом, где для платежей, наряду с национальной валютой, используется российский рубль.

### Импорт леса из России
Переход Суйфыньхэ является единственным в провинции Хэйлунцзян утверждённым Государственным Управлением лесного хозяйства, Министерством торговли, Главным таможенным управлением переходом, предназначенным для импорта круглого леса, его обработки, реэкспорта пиломатериалов.
С началом реализации в 1998 году государственной политики «озеленения» (сокращения и регулирования вырубки леса в Китае), Суйфыньхэ стал импортировать практически 1/4 всего объёма российской древесины, ввозимого в КНР.
Благодаря этому он приобрёл известность как столица деревообрабатывающей промышленности Китая. Сегодня Суйфыньхэ — крупнейший собирательно-распределительный центр импорта леса на материковой части северного Китая. В основном импортируется необработанная древесина и пиломатериалы. Приоритетные породы: ель, лиственница, сосна, липа, берёза, дуб.

### Объёмы импорта леса
Динамика ввоза круглого леса и пиломатериалов из России через переход Суйфыньхэ соответствует общей ситуации[какой?] на рынке лесоимпорта Китая. Доля пиловочника, экспортируемого в Китай через Суйфыньхэ на протяжении 2005—2015 годов не выходила за рамки коридора в 20-30 % от общего объёма, ввозимого в Китай из России.
Максимальный объём импорта круглого леса через Суйфыньхэ был зафиксирован в так называемые «золотые годы» — в 2006, 2007 и 2008 годах он составлял 6,65, 7,02 и 6,38 млн м³ соответственно.
После повышения Россией экспортных пошлин на необработанную древесину, её ввоз в Китай, в том числе и через Суйфыньхэ, начал сокращаться, хотя итоги 2014 года показали положительную динамику.
Так в 2012 и 2013 годах через этот переход было ввезено 3,5 и 3,6 млн м³ соответственно, а в 2014 году — 4,4 млн м³ (+18 %). Доля экспорта через Суйфыньхэ российских пиломатериалов демонстрирует устойчивую положительную динамику и впечатляющие темпы роста, как в относительном, так и в натуральном выражении.
В 2008 году через Суйфыньхэ было ввезено всего 49 тыс. м³ пиломатериалов, что составило 2,5 % от всех пиломатериалов, ввезённых в том году в Китай из России. Всего через пять лет этот показатель возрос в натуральном выражении до 1,09 млн м³ (на 2224 %), что составило 22 % от всего импорта пиломатериалов из России в Китай (+880 %). Таким образом, темпы роста объёмов экспорта пиломатериалов через Суйфыньхэ значительно опередили показатели всей страны.

### Лесопереработка
Лесоперерабатывающие предприятия являются неотъемлемой частью экономики Суйфыньхэ, как с точки зрения налоговых поступлений в городской бюджет, так и с точки зрения создания рабочих мест.
С целью снижения логистических издержек многие деревообрабатывающие предприятия Китая, расположенные в центре страны, переносят в Суйфыньхэ свои производственные площадки, создавая новую производственную инфраструктуру.
Среди импортируемой через переход Суйфыньхэ древесины, около 40 % остается на обработку в городе, остальные лесоматериалы отправляются по железной дороге во внутренние регионы страны.
Территория промышленного парка, площадью 4,37 км², организованного в Суйфыньхэ, рассчитана более, чем на 420 предприятий. В настоящее время здесь расположено 300 крупных и мелких деревообрабатывающих предприятий, из них почти 70 % занимаются первичной обработкой древесины. Их совокупная производственная мощность более 4500 тыс. м³.
Около 55 % предприятий Суйфыньхэ создали совместные проекты с российскими компаниями по освоению и использованию лесных ресурсов в России. Из них 57 % предприятий обрабатывают древесину, и только 5,7 % предприятий непосредственно занимаются вырубкой круглого леса без дальнейшей обработки.
В условиях ограничения экспорта круглого леса Россией, многие частные обрабатывающие предприятия Суйфыньхэ переносят свою деятельность на территорию Российской Федерации и там организовывают обработку древесины.

## Транспорт

### Железнодорожный переход
Единственный железнодорожный переход с Россией в провинции Хэйлунцзян связывает железную дорогу Маньчжурия — Суйфэньхэ и Дальневосточную железную дорогу России. Здесь также проходят две внутренние железнодорожные магистрали, ведущие в северо-восточные регионы: Харбин — Суйфыньхэ и Биньчжоу — Суйфыньхэ. Общая пропускная способность железнодорожного перехода составляет 10 млн тонн грузов, а пассажиропоток — 1 млн чел. в год.
С 2018 года по май 2023 года в общей сложности 2 тыс. поездов, следовавших по маршрутам международных ж/д грузоперевозок Китай — Европа, прошло через погранпереход Суйфэньхэ.

### Автомобильный переход
Автомобильный переход Суйфыньхэ расположен в восточной части Хэйлунцзян, граничит с Приморским краем России, соответствующий автомобильный переход на российской границе — Пограничный.
Внешние автомобильные трассы: Суйфэньхэ — Пограничный, Суйфыньхэ — Уссурийск, Суйфэньхэ — Владивосток. Внутри страны: 301 государственная автомагистраль, скоростная трасса Суйфэньхэ — Маньчжурия. Связывает четыре крупных города провинции Хэйлунцзян — Харбин, Цицикар, Муданьцзян, Дацин. Переход открыт 12 часов в сутки.
Общая годовая пропускная способность — 12 млн тонн, пассажиропоток достигает 1,6 млн чел.
В настоящее время транспортная инфраструктура Суйфыньхэ переживает очередную модернизацию, в которую правительство КНР вложило 1 млрд юаней. К 2018 году здесь будет возведён международный центр мультимодальных пассажирских перевозок — автомобильным и железнодорожным транспортом.

### Аэропорт
Аэропорт Суйфыньхэ-Дуннин (ИАТА: HSF) построен в 2021 г. в 24 км к западу от Суйфыньхэ. Планируется, что аэропорт будет ежегодно обслуживать до 450 тысяч пассажиров, а также иметь ежегодный оборот в 3,6 тысячи тонн грузов. По состоянию на май 2022 г. регулярные пассажирские рейсы из аэропорта не выполнялись.